# Reichsbund Deutscher Seegeltung
Der Reichsbund Deutscher Seegeltung e.V. (auch: Deutsches Seegeltungswerk, Abkz.: RDS) war ein 1934 in der Zeit des Nationalsozialismus gegründeter Interessenverband zur Steigerung deutscher machtpolitischer Bestrebungen auf den Weltmeeren mit Sitz in Berlin.

## Ziele
„Wie Admiral von Trotha am 30. August (1934) im Rundfunk ausführte, stellt der Reichsbund die organische Zusammenführung aller an dem Ausbau deutscher Seegeltung Beteiligten in einer Spitze dar, um von hier aus für den deutschen Seegedanken im ganzen Volk werbend zu wirken. In jedem deutschen Volksgenossen muß das Verständnis für die großen Zusammenhänge Deutschlands mit der weiten Welt draußen geweckt werden. Jeder Deutsche muß wissen, was die großen Ströme als Lebensadern deutscher Kraft, die Küste mit ihren Häfen als Tor zur Welt und das Meer, ‚der Tummelplatz der Nation‘, für ihn und unser Volk bedeuten....
...Durch die Kraft des Führers ist das deutsche Volk zur Einheit geworden. Solch deutscher Einheitswille kann nur eingesetzt werden, wenn er sich immer wieder aus den ewigen reinen Kräften erneuert, die dem Volk aus seinem Blute und Heimatboden erwachsen.....
....Diese enge Verbindung und Gemeinschaft aller Deutschen herzustellen, ist Aufgabe jedes Schiffes, das Hakenkreuz und Schwarz-weiß-rot als Flagge führt. Die Kriegsmarine, der wehrhafte Wille Deutschlands als Hort des Friedens, muß dieser ungebrochenen Lebenskraft unserer Nation achtunggebietend Rückhalt geben......“

Das Seegeltungswerk wirkte in der Art einer staatlich gelenkten, übergeordneten Propagandaabteilung der Kriegsmarine und verschiedener Gruppen und Institutionen, die sich zur Förderung der Machtentfaltung des Deutschen Reiches auf den Weltmeeren zusammengeschlossen hatten. Im Rahmen der „Gleichschaltung“ aller Vereinigungen im nationalsozialistischen Deutschen Reich waren ihre Aktivitäten nicht unabhängig und neutral, sondern der Kontrolle und Zensur der Partei unterworfen. Hatten im Deutschen Flottenverein, der bedeutendsten Vorgängerinstitution, noch Einzelpersonen Mitglieder werden können, so war im Reichsbund Deutscher Seegeltung nur Institutionen die Mitgliedschaft gestattet. Das ermöglichte dem NS-Regime eine bessere Kontrolle und verhinderte die Entwicklung einer Eigendynamik innerhalb des weitgehend passiven Reichsbundes.
Der RDS war ideologischer Nachfolger des Deutschen Flottenvereins.
Die Gründung ging auf Initiative von Fritz Thyssen, Carl Vincent Krogmann und Admiral von Throtha zurück.

## Organisation
Erster Leiter des Reichsbundes wurde 1934 Vizeadmiral a. D. Adolf von Trotha, der ihn zusammen mit Kapitän zur See a. D. Gustav von Stosch, dem Vorsitzenden der Marine-Offizier-Vereinigung, im Auftrag Adolf Hitlers ins Leben gerufen hatte. Nach Trothas Tod 1940 übernahm Konteradmiral Wilhelm Buße bis Kriegsende die Leitung.
Im 15-köpfigen „Führerrat“ saßen u. a. Gustav Krupp von Bohlen und Halbach, John T. Essberger, Gustav Koenigs und die Bürgermeister von Hamburg und Bremen.
Unter den vielen korporativen Mitgliedern befanden sich u. a.:
- Verband Deutscher Reeder
- Reichsverkehrsgruppe Seeschiffahrt
- 16 Seehafenstädte
- 8 Industrieverbände (u.a die Industrie- und Handelskammern)
- Reichskolonialbund
- Schiffbautechnische Gesellschaft
- Hafenbautechnische Gesellschaft
- Deutsche Seemannsmission

Eine Unterorganisation war das Reichsinstitut für Seegeltungsforschung im Deutschen Seegeltungswerk.

## Bewertung
Laut Hartmut Rübner war der RDS ein wichtiges Bindeglied an der Schnittstelle zwischen den militärisch-politischen Interessen des Staates und der Privatwirtschaft.

## Einzelbelege
1. ↑  Lexikon Drittes Reich: Reichsbund Deutscher Seegeltung
2. ↑  Hansa, Deutsche Schiffahrtszeitschrift, 1934, S. 1354ff online
3. ↑  Sebastian Diziol: „Deutsche, werdet Mitglieder des Vaterlandes!“ Der Deutsche Flottenverein 1898–1934. Solivagus Praeteritum, Kiel 2015, S. 716–742. ISBN 978-39817079-0-8.
4. 1 2 3 4 5  Hartmut Rübner: Konzentration und Krise der deutschen Schiffahrt. Maritime Wirtschaft und Politik im Kaiserreich, in der Weimarer Republik und im Nationalsozialismus. Bremen 2005, S. 29 f.
5. ↑  Meyers Lexikon. 8. Auflage. In völlig neuer Bearbeitung u. Bebilderung. 12 Bde. Bibliographisches Institut AG., Leipzig 1936–42. Bd. 9